# Relação inversa
Analogamente ao conceito de função inversa, podemos definir a relação inversa da relação {\displaystyle R\subset A\times B\,}:
{\displaystyle R^{-1}=\{(y,x)\in B\times A|(x,y)\in R\}\,}
Note-se que nem sempre (aliás, quase nunca) {\displaystyle RoR^{-1}=Id_{B}\,}.